# Clément Herizo Rakotoasimbola
Clément Herizo Rakotoasimbola (ur. 27 listopada 1974 w Ambohipihaonana) – madagaskarski duchowny katolicki, biskup diecezjalny Maintirano od 2024.

## Życiorys

### Prezbiterat
Święcenia kapłańskie otrzymał 30 lipca 2016 w Zgromadzeniu Księży Misjonarzy Saletynów. Pracował duszpastersko w Ankazomiriotra i w Antsalova. W 2021 został także wikariuszem generalnym diecezji Maintirano, a w 2023 objął funkcję delegata miejscowego administratora apostolskiego.

### Episkopat
2 maja 2024 papież Franciszek mianował go biskupem diecezjalnym Maintirano. Sakry udzielił mu 14 lipca 2024 arcybiskup Gustavo Bombin Espino.